# Barragem de Penide
A Barragem de Penide intersecta o rio Cávado nas freguesias de Areias de Vilar e Areias S. Vicente no Município de Barcelos, em Portugal.

## DADOS GERAIS
- Promotor -  HDN, Energia do Norte, SA
- Dono de Obra (RSB) - HDN
- Projectista - A.STCKY
- Construtor - CHENOP
- Ano de Conclusão - 1951

## CARACTERÍSTICAS DA ALBUFEIRA
- Área inundada ao NPA - 690 x 1000m2
- Capacidade total - 500 x 1000m3
- Nível de pleno armazenamento (NPA) - 16,7 m
- Nível de máxima cheia (NMC) - 20 m

## CARACTERÍSTICAS DA BARRAGEM
- Tipo -  Alvenaria
- Altura acima da fundação - 21 m
- Altura acima do terreno natural - 20 m
- Cota do coroamento - 24 m
- Comprimento do coroamento - 51 m
- Fundação - Granito
- Volume de alvenaria - 9 x 1000 m³

## CENTRAL HIDROELÉCTRICA
- Tipo de central - Contígua à barragem
- Nº de grupos instalados - 2
- Tipo de grupos - Kaplan
- Potência total Instalada - 4,8 MW
- Energia produzida em ano médio - 22,3 GWh